# Campionati europei di nuoto in vasca corta 2010 - Staffetta 4x50 metri misti maschile
Le qualifiche per la finale si sono svolte la mattina del 25 novembre 2010, mentre la finale si è svolta la sera dello stesso giorno.

## Medaglie
| Posizione | Oro                                                                            | Argento | Bronzo |
| --------- | ------------------------------------------------------------------------------ | --- | --- |
| Paese     | Germania                                                                       | Italia | Russia |
| Atleti    | Stefan Herbst Hendrik Feldwehr Steffen Deibler Markus Deibler Benjamin Starke* | Mirco Di Tora Fabio Scozzoli Paolo Facchinelli Marco Orsi Stefano Mauro Pizzamiglio* Alessandro Terrin* Filippo Magnini* | Stanislav Donets Sergey Geybel Nikolay Skvortsov Daniil Izotov Vitaly Borisov* Alexey Korolev* Vladislav Seryy* Vitaly Syrnikov* |

## Record
Prima della manifestazione il record del mondo (RM), il record europeo (EU) e il record dei campionati (RC) erano i seguenti.
| Record mondiale       | 1 min 31,80 s | Russia | 10 dicembre 2009 Istanbul, Turchia |
| Record europeo        | 1 min 31,80 s | Russia | 10 dicembre 2009 Istanbul, Turchia |
| Record dei campionati | 1 min 31,80 s | Russia | 10 dicembre 2009 Istanbul, Turchia |

Durante la competizione non sono stati migliorati record.

## Risultati batterie
| Pos. | Nazione     | Atleti | Tempo         | Batteria | Corsia | Note |
| ---- | ----------- | --- | ------------- | -------- | ------ | ---- |
| 1    | Italia      | Stefano Mauro Pizzamiglio (24,51 s) Alessandro Terrin (50,84 s) Paolo Facchinelli (1 min 13,82 s) Filippo Magnini (1 min 35,24 s)       | 1 min 35,24 s | 1        | 4      |      |
| 2    | Germania    | Stefan Herbst (24,24 s) Hendrik Feldwehr (51,33 s) Benjamin Starke (1 min 14,32 s) Markus Deibler (1 min 35,65 s)                       | 1 min 35,65 s | 1        | 3      |      |
| 2    | Paesi Bassi | Nick Driebergen (24,22 s) Robin Van Aggele (50,71 s) Joeri Verlinden (1 min 13,82 s) Jan Kersten (1 min 35,65 s)                        | 1 min 35,65 s | 2        | 2      |      |
| 4    | Russia      | Vitaly Borisov (23,96 s) Alexey Korolev (50,78 s) Vladislav Seryy (1 min 14,37 s) Vitaly Syrnikov (1 min 35,92 s)                       | 1 min 35,92 s | 1        | 2      |      |
| 5    | Croazia     | Sasa Gerbec (25,44 s) Ivan Capan (52,54 s) Mario Todorovic (1 min 15,78 s) Alexei Puninski (1 min 37,65 s)                              | 1 min 37,65 s | 2        | 5      |      |
| 6    | Norvegia    | Lavrans Veieroe Solli (25,27 s) Aleksander Hetland (51,80 s) Alexander Brobe Skeltved (1 min 16,22 s) Thomas Ole Fadnes (1 min 37,76 s) | 1 min 37,76 s | 2        | 3      |      |
| 7    | Rep. Ceca   | Tomas Fucik (24,76 s) Petr Bartunek (52,35 s) Michal Rubacek (1 min 16,02 s) Martin Verner (1 min 37,99 s)                              | 1 min 37,99 s | 2        | 4      |      |
| 8    | Belgio      | Dieter Dekoninck (24,55 s) Glenn Surgeloose (53,64 s) Gilles De Wilde (1 min 17,51 s) Jasper Aerents (1 min 38,95 s)                    | 1 min 38,95 s | 1        | 6      |      |
| 9    | Estonia     | Andres Olvik (25,29 s) Filipp Provorkov (52,67 s) Marko Tiidla (1 min 17,34 s) Vladimir Sidorkin (1 min 39,29 s)                        | 1 min 39,29 s | 1        | 5      |      |
| 10   | Lituania    | Vytautas Janušaitis (24,66 s) Edvinas Dautartas (52,20 s) Paulius Viktoravicius (1 min 16,97 s) Giedrius Titenis (1 min 39,68 s)        | 1 min 39,68 s | 2        | 6      |      |

## Finale
| Pos. | Nazione     | Atleti | Tempo         | Corsia | Note |
| ---- | ----------- | --- | ------------- | ------ | ---- |
|      | Germania    | Stefan Herbst (24,02 s) Hendrik Feldwehr (50,32 s) Steffen Deibler (1 min 12,26 s) Markus Deibler (1 min 33,40 s)                       | 1 min 33,40 s | 5      |      |
|      | Italia      | Mirco Di Tora (24,32 s) Fabio Scozzoli (50,64 s) Paolo Facchinelli (1 min 13,44 s) Marco Orsi (1 min 33,83 s)                           | 1 min 33,83 s | 4      |      |
|      | Russia      | Stanislav Donets (23,60 s) Sergey Geybel (50,11 s) Nikolay Skvortsov (1 min 13,36 s) Daniil Izotov (1 min 34,25 s)                      | 1 min 34,25 s | 6      |      |
| 4    | Paesi Bassi | Nick Driebergen (23,95 s) Robin Van Aggele (49,99 s) Joeri Verlinden (1 min 12,85 s) Stefan De Die (1 min 34,33 s)                      | 1 min 34,33 s | 3      |      |
| 5    | Norvegia    | Lavrans Veieroe Solli (24,80 s) Aleksander Hetland (50,93 s) Alexander Brobe Skeltved (1 min 15,07 s) Thomas Ole Fadnes (1 min 36,62 s) | 1 min 36,62 s | 7      |      |
| 6    | Croazia     | Sasa Gerbec (25,40 s) Ivan Capan (52,79 s) Mario Todorovic (1 min 15,91 s) Alexei Puninski (1 min 37,64 s)                              | 1 min 37,64 s | 2      |      |
| 7    | Rep. Ceca   | Tomas Fucik (25,10 s) Petr Bartunek (53,08 s) Michal Rubacek (1 min 16,47 s) Martin Verner (1 min 38,07 s)                              | 1 min 38,07 s | 1      |      |
| 8    | Belgio      | Dieter Dekoninck (24,40 s) Glenn Surgeloose (53,70 s) Gilles De Wilde (1 min 17,52 s) Jasper Aerents (1 min 39,32 s)                    | 1 min 39,32 s | 8      |      |